# Hæren (Norwegia)
Hæren – wojska lądowe, jeden z rodzajów Norweskich Sił Zbrojnych.

## Wyposażenie

### W służbie

#### Pojazdy
| Zdjęcie                  | Nazwa               | Państwo           | Liczba            |
| Czołgi podstawowe        | Czołgi podstawowe   | Czołgi podstawowe | Czołgi podstawowe |
| ------------------------ | ------------------- | ----------------- | ----------------- |
|                          | Leopard 2A5NO       | Niemcy            | 52                |
| Bojowe wozy piechoty     |                     |                   |                   |
|                          | CV9030N             | Szwecja           | 103               |
| Haubice                  |                     |                   |                   |
|                          | M109 A3GN           | Stany Zjednoczone | 14                |
| Transportery opancerzone |                     |                   |                   |
|                          | Bandvagn 206        | Szwecja           | [ 4 ]             |
|                          | Dingo 2             | Niemcy            | 20                |
|                          | M113                | Stany Zjednoczone | [ 6 ]             |
| Samochody opancerzone    |                     |                   |                   |
|                          | Iveco LMV           | Włochy            | [ 7 ]             |
| Samochody                |                     |                   |                   |
|                          | Mercedes-Benz 240GD | Niemcy            | [ 8 ]             |

### Planowane

#### Pojazdy
| Nazwa               | Państwo         | Liczba  |         |
| Pojazdy             | Pojazdy         | Pojazdy | Pojazdy |
| ------------------- | --------------- | ------- | ------- |
| Supacat HMT Extenda | Wielka Brytania | (2019)  |         |

## Insygnia
Flagi

Flaga generalnego inspektora wojsk lądowych
Flaga generała
Flaga generała porucznika
Flaga generalmajora
Flaga brygadiera